# Amir Levi
Amir Levi (hebräisch אמיר לוי; * 1. November 1977) ist ein israelischer Badmintonspieler. Er startet im Parabadminton in der Startklasse WH2 im Einzel, Doppel und Mixed.

## Sportliche Laufbahn
Amir Levi war ein Fallschirmjäger der Israelischen Verteidigungsstreitkräfte. 1996 erlitt er bei einem Unfall eine Querschnittlähmung. Im Beit Halochem (deutsch: Haus der Krieger) in Jerusalem, einem staatlichen Rehabilitationszentrum für Veteranen, begann er mit dem Rollstuhltennis und dem Parabadminton.
Bei der Badminton-Weltmeisterschaft für Behinderte 2005 in Hsinchu, Republik China (Taiwan) wurde Levi Weltmeister im Einzel. 2006 wurde er bei der Badminton-Europameisterschaft für Behinderte im spanischen La Rinconada Titelgewinner. 2011 in Guatemala-Stadt gewann Levi mit Makbal Shefanya WM-Silber im Doppel. Im Einzel errang er eine Bronzemedaille. Bei der Badminton-Europameisterschaft für Behinderte 2018 in Rodez errang Levi mit seiner Partnerin Nina Gorodetzky Gold im Mixed, durch einen Dreisatzsieg über den Russen Konstantin Afinogenow und seine türkische Partnerin Emine Seçkin. Im Einzelfinale unterlag er dem Engländer Martin Rooke und gewann Silber. Auch im Doppel erreichte er mit dem Franzosen David Toupé das Finale, scheiterte aber an Rooke und Thomas Wandschneider. Bei den Sommer-Paralympics 2020 in Tokio war er nicht am Start. Ein Jahr später bei der Weltmeisterschaft 2022 war seine beste Platzierung Rang fünf.